# Jagamulya
Jagamulya is een bestuurslaag in het regentschap Majalengka van de provincie West-Java, Indonesië. Jagamulya telt 2295 inwoners (volkstelling 2010).